# Clelia Romano Pellicano
Clelia Romano Pellicano, anche conosciuta con lo pseudonimo di Jane Grey (nome dell'omonima regina inglese) (Napoli, 1873 – Castellammare di Stabia, 2 settembre 1923), è stata una scrittrice e giornalista italiana, pioniera del femminismo italiano.

## Biografia
Clelia Romano Pellicano nacque nel 1873, figlia del barone Giandomenico Romano (giurista e deputato) e Pierina Avezzana (figlia del leggendario generale garibaldino Giuseppe Avezzana e di una nobildonna irlandese). Clelia ricevette un'educazione rigida ma improntata su ideali liberali in uno stimolante ambiente culturale.
Alla morte del padre, nel 1892, giovanissima sposò il marchese calabrese Francesco Maria Pellicano, ufficiale di cavalleria, dell'illustre casato dei duchi Riario-Sforza, marchesi di Gioiosa Ionica. Tra Clelia e il marchese Francesco furono "nozze contratte in un raro e felice connubio della ragione e del cuore" (come lei stessa definì il suo rapporto), sebbene Francesco Maria fosse spesso impegnato lontano da casa, a causa dei suoi impegni istituzionali, in quanto deputato al Parlamento Italiano. La giovane coppia si trasferì dopo il matrimonio a Gioiosa Ionica, presso le residenze del marchese nella locride, dove la neo giovane marchesa prese spunto per il suo percorso culturale e artistico, nei confronti della condizione della donna in Calabria. La coppia visse anche a Castellammare di Stabia e a Roma, dove frequentò il gotha dell'aristocrazia e del mondo culturale romano dell'epoca, frequentando Ministri come Orlando, Di Rudinì, Salandra e da intellettuali, scrittori e poeti, come Salvatore Di Giacomo, Luigi Capuana, Matilde Serao, e in questi stessi anni ebbe ben sette figli, nati nei diversi comuni di residenza.
Nel 1909 perse il marito Francesco Maria, ciò la costrinse ad occuparsi da sola dei sette figli, e di tutelare il patrimonio di famiglia ereditato dal marito, dall'azienda agricola e dell'industria della seta, creò nuove attività, come lo sfruttamento del fondo boschivo a Prateria (a San Pietro di Caridà nella locride) dove diede luogo anche alla nascita dell'impresa S.p.a. Calabro forestale, che contribuì allo sviluppo di quel territorio.
La marchesa Pellicano, morì ancora giovane il 2 settembre 1923, brillante personalità che non riuscì a vedere il traguardo delle sue lotte per i diritti della donna in Europa.

## Avanguardia femminista
Clelia Pellicano è stata una "pioniera del femminismo" in Italia ma anche in Europa. Convinta europeista, sfruttò la sua posizione privilegiata e le sue conoscenze, partecipando a conferenze femministe e a battaglie per i diritti al voto e all'istruzione delle donne; era dedita all'affermazione di una dimensione extradomestica delle donne e alla rivendicazione del ruolo femminile nella stampa dell'epoca. Difatti svolse il mestiere di giornalista, cosa molto rara per una donna in quell'epoca; fu corrispondente della rivista mensile "Nuova Antologia" di Firenze, nella sede romana, nella quale partecipavano importanti scrittori dell'epoca come Pirandello, Verga, De Amicis, Grazia Deledda, ove pubblicò un'interessante indagine sulle donne illustri nella storia di Reggio Calabria, e un'interessante inchiesta sulle industrie e le operaie del capoluogo calabrese, che venne pubblicata nel 1907 (Donne e industrie nella Provincia di Reggio Calabria, Roma, "Nuova Antologia", 1907). Nella stessa rivista portò alla luce, attraverso le sue inchieste con sguardo critico, i meccanismi di potere in Calabria, il ruolo del clero e la condizione femminile dell'epoca.
Collaborò con la rivista "Flegrea" e con la rivista femminile torinese "La Donna" dove nel 1909 scrisse per quest'ultima dei reportage come corrispondente da Londra, dove s'era recata in qualità di socia delegata del Consiglio Nazionale Donne Italiane (CNDI), per partecipare al Congresso Internazionale femminile che lei chiamava la "nostra alleanza". Sorto fin dal 1902, si trattava di una kermesse internazionale di grande interesse, ispirato dal motto «Nelle cose essenziali unità, nelle non essenziali libertà, in tutte carità», e che vedeva la partecipazione di delegate da tutto il mondo, dall'Europa all'Australia alla Nuova Zelanda, fino a rappresentanti di paesi africani. Donna di grande cultura, la marchesa Pellicano parlava agevolmente inglese e francese, si distinse orgogliosa rappresentante dell'Italia; degna di nota la sua dichiarazione augurale:
Nel 1910, scrisse la prefazione del libro "La legge e la donna" di Carlo Gallini, opera che ambiva a sollecitare il parlamento italiano ad ammettere le donne al voto.
Nel 1912 curò una sottoscrizione nazionale e intervenne con un contributo personale per favorire il trasporto e la cura dei malati, come diritto fondamentale dei cittadini.
Nel 1914 aveva partecipato al congresso per rivendicare i diritti sociopolitici delle donne, a Roma, per richiedere una migliore retribuzione del lavoro femminile al pari degli uomini.
Clelia Pellicano, fu una pioniera del movimento femminista italiano ed europeo, portò alla ribalta la battaglia femminile per la parità di diritti e doveri, l'ideologia socialista appresa anche nell'ambito familiare, per una religiosità laica, da cui dipenderà una futura vita migliore nella società. Merita d'essere ricordata come esempio d'una femminilità coraggiosa e dinamica che trasmette valori etici e di parità dei diritti.

## L'attività letteraria
Le sue opere letterarie, si basavano principalmente nel narrare riti popolari e religiosi nella realtà calabrese, di cui era grande osservatrice, dai vicoli paesani all'atmosfera ovattata dei salotti nobiliari, con i suoi usi e costumi, talvolta critici talvolta con spirito goliardico. Nelle sue opere, descrisse anche i rapporti di coppia tra uomo e donna, in rapporto a tradizione e modernità dell'epoca, svelandone le contraddizioni e le ambiguità, la vita contadina e il ruolo e la condizione della donna nella società. Riuscì a raccontare temi spinosi da trattare all'epoca, con tecnica verista di chiara ispirazione ai primi scritti di Verga, e a tratti con l'ironia pirandelliana, nel suo stile notiamo anche l'influenza di Flaubert e di Maupassant.
I suoi primi racconti vennero pubblicati nella rivista "Flegrea" con lo pseudonimo di Jane Grey, seguirono raccolte e novelle come Gorgo, Verso il destino romanzo che raccontava fatti e personaggi appartenenti a vari ceti sociali, di cui si sono perse le copie, Coppie del 1900 e La vita in due del 1908, romanzi audaci dove si raccontavano le difficoltà del matrimonio, i problemi sentimentali, le incomprensioni e i rapporti con i figli, con le cattiverie, ingiustizie e ipocrisie della società contadina. Nel 1908 pubblicò Novelle Calabresi, la sua opera più importante dove consoliderà la sua maturazione artistica. Nell'opera sono raccolte una serie di novelle, tra le più significative Marinella che narra della morte di una bambina morsa da un pesce venefico, La dote che descrive la vita di una famiglia borghese dove vige la consuetudine che le ragazze devono farsi monache per far sì che il primogenito maschio erediti tutto il patrimonio familiare, Schiave, che narra di una donna del popolo, legata al marito da affetto veramente servile, Colpo di Stato che racconta di due cugini che, per assicurarsi l'eredità di un vecchio zio prete, strangolano la sua concubina, e la Farsa di Rosetta (dedicata all'onorevole Maggiorino Ferraris) che racconta dei personaggi di un'antica farsa che veniva recitata l'ultimo giorno di Carnevale, tutte incentrate sulla descrizione puntuale, ironica e a volte critica della realtà gioiosana dell'epoca. Le novelle Colpo di Stato e Schiave, furono lodate persino da Benedetto Croce. Novelle Calabresi è stato riedito dalla Arnaldo Forni Editore di Bologna nel 1987.

## Opere
- Gorgo
- Verso il destino
- Coppie, Napoli, Pierno e Veraldi, 1900
- La vita in due, Milano, Vallardi, 1908
- Novelle calabresi, Torino, STEN, 1908; riedito a Milano, Baldini Castoldi, 1918; riedito da Arnaldo Forni Editore, 1987.